# Cornelius S. Muller House

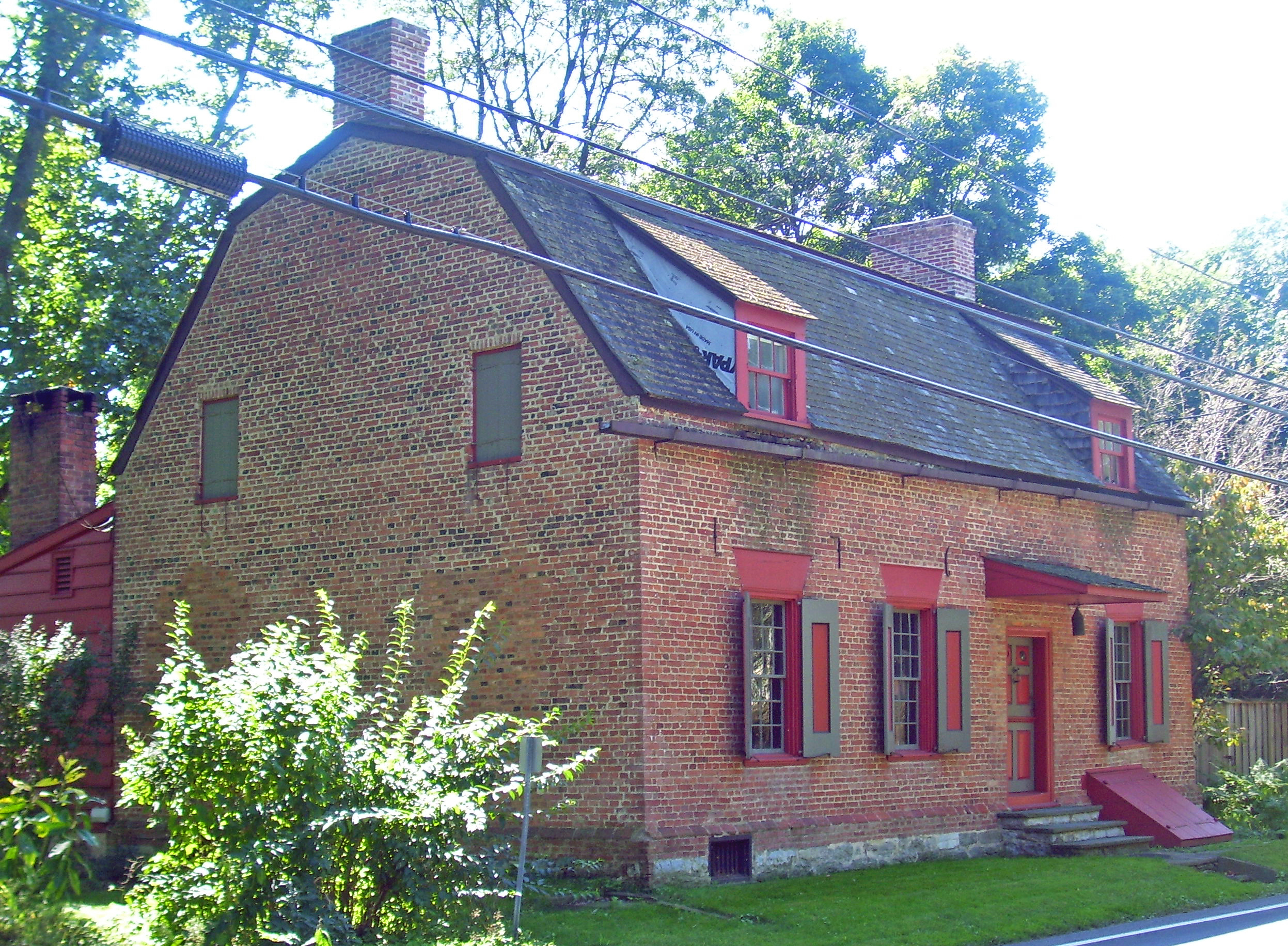
Ansicht auf das Haus von Nordosten (2008)

Das Cornelius S. Muller House ist ein Wohngebäude an der New York State Route 23B in Claverack-Red Mills, New York in den Vereinigten Staaten. Das Backsteinhaus aus der Zeit von vor dem Amerikanischen Unabhängigkeitskrieg ist im Stil der niederländischen Siedler, weist aber Einflüsse der englischen Architektur auf.
Während des Unabhängigkeitskrieges war das Haus Treffpunkt des örtlichen Committee of Safety und Tagungsort von Militärgerichten. Das Haus wurde 1840 erneuert, blieb ansonsten seit seiner Erbauung unverändert. 1997 wurde das Gebäude in das National Register of Historic Places aufgenommen.

## Gebäude und Grundstück
Das Haus steht auf der Süde der Route 23B, am nördlichen Ende eines 2,2 Hektar großen Grundstückes, dem Rest der ursprünglichen Farm. Es befindet sich nahe der Straße. Die Nachbarschaft besteht aus Wohnbebauung mit vielen hochgewachsenen Bäumen und anderen Häusern aus dem 18. und 19. Jahrhundert. Auf der anderen Straßenseite befindet sich die frühere Trinity Episcopal Church. Diese wurde Anfang des 20. Jahrhunderts erbaut und wird ebenfalls im Nation Register geführt. Auf der Hinterseite gibt es ein kleines Nebengebäude, das als Contributing Property gilt.
Das Haus ist ein eineinhalbstöckiges Gebäude, das zwei Joche in der Breite und vier in der Länge umfasst. Die Mauern bestehen aus Backsteinen, die im englischen Kreuzverband gemauert sind und auf einem Fundament aus Steinen und Backsteinen stehen. Auf dem Gebäude sitzt ein Gambreldach, das mit Schindeln gedeckt ist und von zwei Erkerfenstern an den beiden Enden unterbrochen wird. Ein Backsteinkamin reckt sich jeweils darüber empor. Auf der Rückseite befindet sich ein einstöckiger Anbau, der über die ganze Länge des Hauses reicht.
Die quergeteilt ausgeführte graue und rote Paneeltüre an der Nordfassade dient als Haupteingang und befindet sich im zweiten Joch von Westen her. Sie werden von einer nachgebauten offenen Veranda beschirmt, einige Steinstufen führen hinauf. Die Fenster haben alle gespreizte rotgestrichene Fensterbänke und Fensterläden aus grau und rot, die farblich mit der Türe harmonieren. Zwischen den Jochen sind metallene Maueranker gesetzt, die zusammen die Ziffern 1767 bilden. Unter dem westlichsten Joch befindet sich die Tür zum Keller, der unter dem östlichsten Joch ein kleines vergittertes Fenster hat. An Ost- und Westseite des Hauses gibt es nur je zwei Fenster; sie befinden sich in der Attika.
Im Innern öffnet sich der Haupteingang östlich der beiden Räume im Erdgeschoss. Eine geschlossene Treppe führt in der südöstlichen Ecke nach oben. Der östliche Raum hat sichtbare Deckenbalken und einen offenen Kamin. Im gemauerten Herdbereich sind einige der ursprünglichen roten Lehmbodenfließen erhalten. Der Grundriss der Attika wurde seit der Errichtung des Hauses verändert. Der Dielenfußboden ist ursprünglich, ebenso die verputzten Lattenwände.
Das Nebengebäude auf der Rückseite ist ein aus massiven Balken gebautes Holzgebäude auf einem steinernen Fundament. Die Wände sind verschindelt und das Dach mit Blech gedeckt. Da dieses Nebengebäude in der Vergangenheit landwirtschaftlich genutzt wurde, gilt es als beitragend zum historischen Charakter des Anwesens.

## Geschichte
Im 19. Jahrhundert gab es viele Angehörige der Familie Muller in Claverack. Diese stammten sowohl von niederländischen als auch pfälzischen Einwanderern ab. Karten aus etwas späterer Zeit zeigen, dass das Grundstück, auf dem das Haus steht, einem Cornelius S. Muller gehörte. Im Gegensatz zu den meisten seiner Nachbarn unterstützte er die amerikanische Unabhängigkeit und war Mitglied des örtlichen Committee of Safety und war Gastgeber dessen Versammlungen. Auch Militärgerichtsverfahren wurden in dem Haus abgehalten und diejenigen, die sich weigerten, die verhängten Strafen zu bezahlen, wurden im Keller des Hauses eingesperrt.
Das Haus zeigt auch den wachsenden englischen Einfluss auf die anonyme Architektur auf die im niederländischen Stil erbauten Gebäude im Hudson Valley im Laufe des späten 18. Jahrhunderts. Frühe Häuser aus der Gegend wurden aus Feldsteinen gebaut und hatten steile Dächer wie etwa das Bronck House, eine National Historic Landmark auf der anderen Seite des Hudson Rivers in Coxsackie.
Cornelius Mullers Haus hat ein der englischen Architektur entstammenden Gambreldach und nutzt die zu jener Zeit bereits bessere Verfügbarkeit von Backsteinen aus. Es hat aber wie die frühen niederländischen Häuser eine asymmetrische Anordnung des Eingangs und eine nur geringe Breite. Die Teilung des Innern in zwei Räume ist im Gegensatz zu den ungeteilten offenen Räumen der Häuser niederländischer Siedler wiederum dem englischen Einfluss zuzuschreiben.
Die Familie Muller lebte mehrere Generationen in dem Haus. Um 1840 entstand das Nebengebäude an der Rückseite. Ende des 20. Jahrhunderts, vor der Eintragung in das National Register, nutzte ein neuer Eigentümer noch bestehende Bestandteile und eine Ausstellung im Brooklyn Museum aus, um bei der Renovierung schadhafte Ausstattungen wie die Läden durch Repliken zu ergänzen und ersetzen.